# Clepsis microceria
Clepsis microceria es una especie de polilla del género Clepsis, categorizada en la tribu Archipini, de la subfamilia Tortricinae.

## Distribución
Se distribuye por Perú.

## Taxonomía
Fue descrita por Razowski & Wojtusiak en 2010 y publicada en (Clepsis), Acta Zool. Cracov. 53B: 119.